# Jocelyne Henry
Pour les articles homonymes, voir Henry.
Jocelyne Henry, née le 9 avril 1954 à Vierzon et morte le 4 mars 2008 à Bourg-en-Bresse, est une footballeuse internationale française évoluant au poste d'attaquante.

## Carrière

### Carrière en club
Jocelyne Henry évolue à Bourges, puis de 1972 à 1973 au Stade de Reims avant de jouer en Italie à Messine.

### Carrière en sélection
Jocelyne Henry compte 3 sélections officielles en équipe de France entre 1972 et 1973. 
Elle honore sa première sélection officielle en équipe nationale le 17 avril 1971, en amical contre les Pays-Bas (victoire 4-0, premier match officiel de l'équipe de France) et marque son premier but le 28 novembre 1971, en amical contre l'Italie (match nul 2-2). Elle joue son dernier match le 4 mai 1972, en amical contre la Suisse (match nul 1-1).
Elle compte aussi trois sélections non-officielles, lors de la Coupe du monde féminine 1971, non reconnue par la FIFA, marquant un but contre l'Angleterre le 28 août 1971 pour le match pour la cinquième place (victoire 3-2).